# Ogród zamkowy w Erlangen

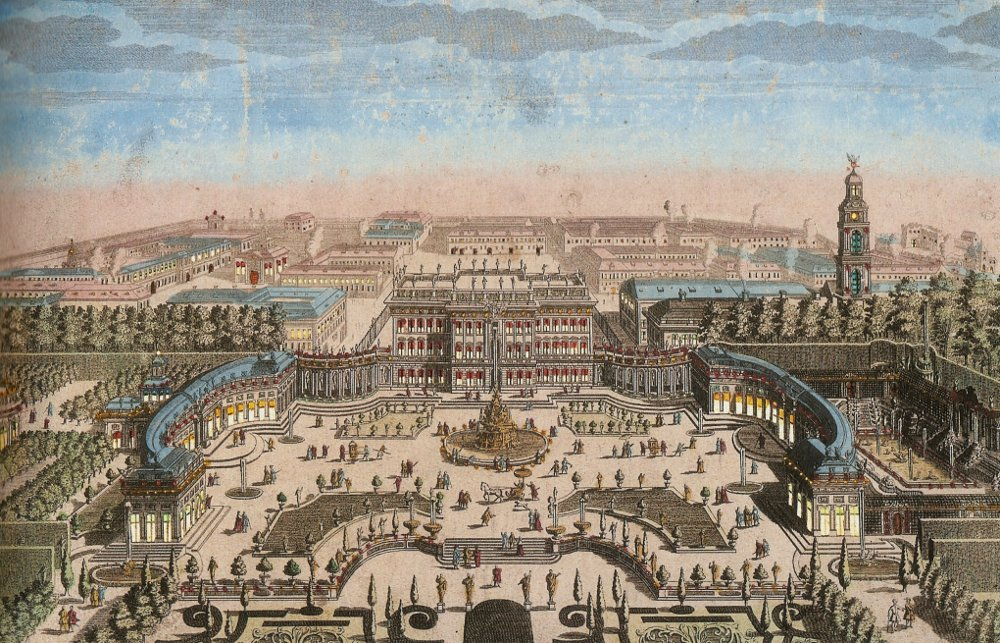
Stan w 1713

Park Zamkowy – barokowo-romantyczny park zamkowy w Erlangen znajdujący się przy zamku margrabiów, założony w 1700 r. jako jeden z pierwszych barokowych ogrodów Frankonii. Barokowa oranżeria powstała wkrótce. Od 1786 park był przekształcony w park angielski. W 1825 r. powstał Ogród botaniczny w jego północnej części. W 1849 r. został udostępniony publiczności. Obecnie powierzchnia parku zmniejszona jest o około połowę ze względu na powstanie licznych budynków uniwersyteckich, między innymi klinik, wokół parku.

## Źródła
- Christoph Friederich, Bertold Freiherr von Haller, Andreas Jakob (Hrsg.): Erlanger Stadtlexikon. W. Tümmels Verlag, Nürnberg 2002, ISBN 3-921590-89-2